# Pseuderanthemum caudifolium
Pseuderanthemum caudifolium är en akantusväxtart som först beskrevs av Charles Baron Clarke, och fick sitt nu gällande namn av Henry Nicholas Ridley. Pseuderanthemum caudifolium ingår i släktet Pseuderanthemum och familjen akantusväxter. Inga underarter finns listade i Catalogue of Life.